# Danh sách đĩa nhạc của Westlife
Đây là danh sách đĩa nhạc của Westlife.

## Album

### Album phòng thu
| Năm  | Album                                                                  | Vị trí xếp hạng cao nhất | Vị trí xếp hạng cao nhất | Vị trí xếp hạng cao nhất | Vị trí xếp hạng cao nhất | Vị trí xếp hạng cao nhất | Vị trí xếp hạng cao nhất | Vị trí xếp hạng cao nhất | Vị trí xếp hạng cao nhất | Vị trí xếp hạng cao nhất | Vị trí xếp hạng cao nhất | Vị trí xếp hạng cao nhất | Chứng nhận                                          |
| Năm  | Album                                                                  | IRE                      | AUS                      | AUT                      | BEL                      | DEN                      | NLD                      | NZ                       | NOR                      | SWE                      | SWI                      | UK                       | Chứng nhận                                          |
| ---- | ---------------------------------------------------------------------- | ------------------------ | ------------------------ | ------------------------ | ------------------------ | ------------------------ | ------------------------ | ------------------------ | ------------------------ | ------------------------ | ------------------------ | ------------------------ | --------------------------------------------------- |
| 1999 | Westlife - Phát hành: 1 tháng 11 năm 1999 - Dạng đĩa: CD               | 1                        | 15                       | —                        | 5                        | —                        | 8                        | 5                        | 1                        | 5                        | 25                       | 2                        | - Anh: 4× Bạch kim - C. Âu: 2× Bạch kim - Úc: Vàng  |
| 2000 | Coast to Coast - Phát hành: 6 tháng 11 năm 2000 - Dạng đĩa: CD         | 1                        | 45                       | 59                       | 17                       | 27                       | 13                       | 2                        | 6                        | 3                        | 38                       | 1                        | - Anh: 6× Bạch kim - C. Âu: 2× Bạch kim - Úc: Vàng  |
| 2001 | World of Our Own - Phát hành: 12 tháng 11 năm 2001 - Dạng đĩa: CD      | 1                        | —                        | 9                        | 8                        | 3                        | 10                       | 3                        | 7                        | 1                        | 19                       | 1                        | - Anh: 4× Bạch kim - C. Âu: 2× Bạch kim             |
| 2003 | Turnaround - Phát hành: 24 tháng 11 năm 2003 - Dạng đĩa: CD            | 1                        | —                        | 42                       | —                        | 4                        | 33                       | 42                       | 37                       | 5                        | 24                       | 1                        | - Anh: 2× Bạch kim - C. Âu: Bạch kim                |
| 2005 | Face to Face - Phát hành: 31 tháng 10 năm 2005 - Dạng đĩa: CD/DualDisc | 1                        | 1                        | —                        | —                        | 19                       | 30                       | —                        | 7                        | 9                        | 14                       | 1                        | - Anh: 4× Bạch kim - C. Âu: Bạch kim - Úc: Bạch kim |
| 2007 | Back Home - Phát hành: 5 tháng 11 năm 2007 - Dạng đĩa: CD              | 1                        | 14                       | 65                       | —                        | —                        | 48                       | 12                       | 18                       | 33                       | 19                       | 1                        | - Anh: Bạch kim - C. Âu: Bạch kim                   |
| 2009 | Where We Are - Phát hành: 30 tháng 11 năm 2009 - Dạng đĩa: CD          | 2                        |                          | 53                       |                          |                          |                          | 13                       |                          | 8                        | 25                       | 2                        | * Anh: 2× Bạch kim                                  |

### Album tổng hợp
| Năm  | Album                                                                                   | Vị trí xếp hạng cao nhất | Vị trí xếp hạng cao nhất | Vị trí xếp hạng cao nhất | Vị trí xếp hạng cao nhất | Vị trí xếp hạng cao nhất | Vị trí xếp hạng cao nhất | Vị trí xếp hạng cao nhất | Vị trí xếp hạng cao nhất | Vị trí xếp hạng cao nhất | Vị trí xếp hạng cao nhất | Vị trí xếp hạng cao nhất | Chứng nhận                             |
| Năm  | Album                                                                                   | IRE                      | AUS                      | AUT                      | BEL                      | DEN                      | NLD                      | NZ                       | NOR                      | SWE                      | SWI                      | UK                       | Chứng nhận                             |
| ---- | --------------------------------------------------------------------------------------- | ------------------------ | ------------------------ | ------------------------ | ------------------------ | ------------------------ | ------------------------ | ------------------------ | ------------------------ | ------------------------ | ------------------------ | ------------------------ | -------------------------------------- |
| 2002 | Unbreakable - The Greatest Hits Vol. 1 - Phát hành: 11 tháng 11 năm 2002 - Dạng đĩa: CD | 1                        | 66                       | 14                       | 27                       | 4                        | 3                        | 1                        | 10                       | 2                        | 14                       | 1                        | - Anh: 4× Bạch kim - C Âu: 2× Bạch kim |

### Album cover
| Năm  | Album                                                                | Vị trí xếp hạng cao nhất | Vị trí xếp hạng cao nhất | Vị trí xếp hạng cao nhất | Vị trí xếp hạng cao nhất | Vị trí xếp hạng cao nhất | Vị trí xếp hạng cao nhất | Vị trí xếp hạng cao nhất | Vị trí xếp hạng cao nhất | Vị trí xếp hạng cao nhất | Vị trí xếp hạng cao nhất | Vị trí xếp hạng cao nhất | Chứng nhận                                          |
| Năm  | Album                                                                | IRE                      | AUS                      | AUT                      | BEL                      | DEN                      | NLD                      | NZ                       | NOR                      | SWE                      | SWI                      | UK                       | Chứng nhận                                          |
| ---- | -------------------------------------------------------------------- | ------------------------ | ------------------------ | ------------------------ | ------------------------ | ------------------------ | ------------------------ | ------------------------ | ------------------------ | ------------------------ | ------------------------ | ------------------------ | --------------------------------------------------- |
| 2004 | Allow Us to Be Frank - Phát hành: 6 tháng 11 năm 2004 - Dạng đĩa: CD | 1                        | —                        | —                        | 25                       | 15                       | 32                       | —                        | —                        | 5                        | 75                       | 3                        | - Anh: 2× Bạch kim                                  |
| 2006 | The Love Album - Phát hành: 20 tháng 11 năm 2006 - Dạng đĩa: CD      | 1                        | 11                       | 49                       | —                        | —                        | 49                       | 2                        | 1                        | 3                        | 27                       | 1                        | - Anh: 3× Bạch kim - C. Âu: Bạch kim - Úc: Bạch kim |

## Đĩa đơn

### Được phát hành ở Anh
| Năm  | Đĩa đơn                                               | Vị trí xếp hạng cao nhất | Vị trí xếp hạng cao nhất | Vị trí xếp hạng cao nhất | Vị trí xếp hạng cao nhất | Vị trí xếp hạng cao nhất | Vị trí xếp hạng cao nhất | Vị trí xếp hạng cao nhất | Vị trí xếp hạng cao nhất | Vị trí xếp hạng cao nhất | Chứng nhận                     | Album                                  |
| Năm  | Đĩa đơn                                               | IRE                      | AUS                      | BEL                      | DEN                      | NLD                      | NZ                       | NOR                      | SWE                      | UK                       | Chứng nhận                     | Album                                  |
| ---- | ----------------------------------------------------- | ------------------------ | ------------------------ | ------------------------ | ------------------------ | ------------------------ | ------------------------ | ------------------------ | ------------------------ | ------------------------ | ------------------------------ | -------------------------------------- |
| 1999 | "Swear It Again"                                      | 1                        | 12                       | 10                       | —                        | 27                       | 1                        | —                        | 12                       | 1                        | - Anh: Vàng - Úc: Vàng         | Westlife                               |
| 1999 | "If I Let You Go"                                     | 1                        | 13                       | 7                        | —                        | 19                       | 8                        | 1                        | 6                        | 1                        | - Anh: Bạc - Úc: Vàng          | Westlife                               |
| 1999 | "Flying Without Wings"                                | 1                        | 31                       | 7                        | —                        | 17                       | 6                        | 7                        | 12                       | 1                        | - Anh: Bạc                     | Westlife                               |
| 1999 | "I Have a Dream"/ "Seasons in the Sun"                | 1                        | —                        | —                        | —                        | —                        | 10                       | 10                       | 15                       | 1                        | - Anh: Bạch kim                | Westlife                               |
| 2000 | "Fool Again"                                          | 2                        | —                        | 38                       | —                        | 23                       | —                        | —                        | 5                        | 1                        |                                | Westlife                               |
| 2000 | "Against All Odds" (cùng Mariah Carey)                | 1                        | 52                       | 50                       | —                        | 29                       | —                        | —                        | 3                        | 1                        |                                | Coast to Coast                         |
| 2000 | "My Love"                                             | 1                        | 36                       | 6                        | —                        | 9                        | 3                        | 3                        | 1                        | 1                        |                                | Coast to Coast                         |
| 2000 | "What Makes a Man"                                    | 2                        | —                        | —                        | —                        | —                        | —                        | —                        | —                        | 2                        | - Anh: Vàng                    | Coast to Coast                         |
| 2001 | "Uptown Girl"                                         | 1                        | 6                        | 5                        | 2                        | 2                        | 4                        | 3                        | 2                        | 1                        | - Anh: Bạch kim - Úc: Bạch kim | Coast to Coast                         |
| 2001 | "Queen of my Heart"                                   | 1                        | —                        | 14                       | 15                       | 12                       | 4                        | 12                       | 3                        | 1                        | - Anh: Bạc                     | World of Our Own                       |
| 2002 | "World of Our Own"                                    | 3                        | 21                       | —                        | 5                        | 29                       | 6                        | 13                       | 11                       | 1                        | - Anh: Bạc                     | World of Our Own                       |
| 2002 | "Bop Bop Baby"                                        | 4                        | 55                       | 50                       | 3                        | 23                       | 21                       | —                        | 16                       | 5                        |                                | World of Our Own                       |
| 2002 | "Unbreakable"                                         | 1                        | —                        | 10                       | 6                        | 19                       | 44                       | 9                        | 5                        | 1                        | - Anh: Bạc                     | Unbreakable - The Greatest Hits Vol. 1 |
| 2003 | "Tonight/Miss You Nights"                             | 1                        | —                        | 4                        | 10                       | 55                       | —                        | —                        | 1                        | 3                        |                                | Unbreakable - The Greatest Hits Vol. 1 |
| 2003 | "Hey Whatever"                                        | 2                        | —                        | —                        | 2                        | 30                       | 39                       | —                        | 5                        | 4                        |                                | Turnaround                             |
| 2003 | "Mandy"                                               | 1                        | —                        | 50                       | 2                        | 27                       | —                        | 15                       | 4                        | 1                        |                                | Turnaround                             |
| 2004 | "Obvious"                                             | 3                        | —                        | —                        | 7                        | 44                       | —                        | —                        | 25                       | 3                        |                                | Turnaround                             |
| 2005 | "You Raise Me Up"                                     | 1                        | 3                        | —                        | —                        | 47                       | —                        | 3                        | 7                        | 1                        | - Úc: Bạch kim                 | Face To Face                           |
| 2005 | "When You Tell Me That You Love Me" (cùng Diana Ross) | 2                        | —                        | —                        | —                        | 45                       | —                        | —                        | —                        | 2                        |                                | Face To Face                           |
| 2006 | "Amazing"                                             | 3                        | 34                       | —                        | —                        | —                        | —                        | —                        | 36                       | 4                        |                                | Face To Face                           |
| 2006 | "The Rose"                                            | 1                        | 67                       | —                        | —                        | —                        | —                        | —                        | 4                        | 1                        |                                | The Love Album                         |
| 2007 | "Home"                                                | 2                        | —                        | —                        | —                        | —                        | —                        | 7                        | 8                        | 3                        |                                | Back Home                              |
| 2008 | "Us Against the World"                                | 6                        | —                        | —                        | —                        | —                        | —                        | —                        | —                        | 8                        |                                | Back Home                              |
| 2009 | "What About Now"                                      | 2                        | —                        | —                        | —                        | —                        | —                        | —                        | 13                       | 2                        | - Anh: Bạc                     | Where We Are                           |
| 2010 |                                                       |                          |                          |                          |                          |                          |                          |                          |                          |                          |                                | Where We Are                           |

### Không được phát hành ở Anh
| Năm  | Bài hát                          | Vị trí xếp hạng cao nhất | Vị trí xếp hạng cao nhất | Vị trí xếp hạng cao nhất | Vị trí xếp hạng cao nhất | Vị trí xếp hạng cao nhất | Vị trí xếp hạng cao nhất | Vị trí xếp hạng cao nhất | Vị trí xếp hạng cao nhất | Album                |
| Năm  | Bài hát                          | AUS                      | IRE                      | BEL                      | DEN                      | NLD                      | NZ                       | SWE                      | UK                       | Album                |
| ---- | -------------------------------- | ------------------------ | ------------------------ | ------------------------ | ------------------------ | ------------------------ | ------------------------ | ------------------------ | ------------------------ | -------------------- |
| 2001 | "I Lay My Love on You"           | 29                       | —                        | 35                       | —                        | 12                       | 24                       | 10                       | —                        | Coast to coast       |
| 2001 | "When You're Looking Like That"  | 19                       | —                        | 19                       | 6                        | 23                       | 30                       | 9                        | 188                      | Coast to coast       |
| 2004 | "Smile"                          | —                        | —                        | —                        | —                        | —                        | —                        | 37                       | —                        | Allow Us to be Frank |
| 2004 | "Ain't That a Kick in the Head?" | —                        | —                        | 47                       | 5                        | 41                       | —                        | 20                       | —                        | Allow Us to be Frank |
| 2008 | "Something Right"                | 92                       | 43                       | —                        | —                        | —                        | —                        | 46                       | —                        |                      |

### Với vai trò hợp tác
| Năm  | Bài hát                               | Vị trí xếp hạng cao nhất | Vị trí xếp hạng cao nhất | Vị trí xếp hạng cao nhất | Vị trí xếp hạng cao nhất | Vị trí xếp hạng cao nhất | Vị trí xếp hạng cao nhất | Vị trí xếp hạng cao nhất | Vị trí xếp hạng cao nhất | Vị trí xếp hạng cao nhất | Vị trí xếp hạng cao nhất | Vị trí xếp hạng cao nhất | Vị trí xếp hạng cao nhất |
| Năm  | Bài hát                               | AUS                      | AUT                      | BEL                      | CAN                      | GER                      | IRE                      | NZ                       | SPA                      | SWE                      | SWI                      | UK                       | US                       |
| ---- | ------------------------------------- | ------------------------ | ------------------------ | ------------------------ | ------------------------ | ------------------------ | ------------------------ | ------------------------ | ------------------------ | ------------------------ | ------------------------ | ------------------------ | ------------------------ |
| 2010 | "Everybody Hurts" (for Helping Haiti) | 28                       | 23                       | 101                      | 59                       | 16                       | 1                        | 17                       | 39                       | 21                       | 16                       | 1                        | 121                      |

### Các bài hát đã được xếp hạng khác
| Năm  | Tên bài hát                            | Vị trí xếp hạng cao nhất | Vị trí xếp hạng cao nhất | Vị trí xếp hạng cao nhất | Vị trí xếp hạng cao nhất | Vị trí xếp hạng cao nhất | Vị trí xếp hạng cao nhất | Vị trí xếp hạng cao nhất | Vị trí xếp hạng cao nhất | Album              |
| Năm  | Tên bài hát                            | AUS                      | IRE                      | BEL                      | DEN                      | NLD                      | NZ                       | SWE                      | UK                       | Album              |
| ---- | -------------------------------------- | ------------------------ | ------------------------ | ------------------------ | ------------------------ | ------------------------ | ------------------------ | ------------------------ | ------------------------ | ------------------ |
| 2007 | "All Out of Love" (cùng Delta Goodrem) | —                        | —                        | —                        | —                        | —                        | —                        | 31                       | —                        | The Love Album     |
| 2007 | "Hard To Say I'm Sorry"                | —                        | —                        | —                        | —                        | —                        | —                        | —                        | 135                      | (mặt B của "Home") |
| 2007 | "I'm Already There"                    | —                        | 47                       | —                        | —                        | —                        | —                        | —                        | 62                       | Back Home          |